# Martin Pado
Martin Pado (* 16. května 1959 Michalovce) je slovenský politik, po sametové revoluci aktivista VPN, pak zakladatel HZDS, později člen menších politických formací Národno-demokratická strana a Demokratická únia a nakonec člen vládní SDKÚ, v roce 2006 ministr vnitra SR v druhé vládě Mikuláše Dzurindy, poslanec Národní rady SR.

## Biografie
V roce 1978 maturoval na gymnáziu v Michalovcích, v roce 1982 absolvoval Strojnickou fakultu SVŠT v Bratislavě, postgraduálně pak v letech 1986–1988 studoval na Vysoké škole technické v Košicích. V letech 1982–1989 působil v podniku Michalovské elektrotechnické závody (nakonec na postu vedoucího oddělení investiční výstavby).
V roce 1989 byl jedním ze zakladatelů VPN v Michalovcích, v roce 1992 zakládal v Michalovcích HZDS. Později byl aktivní ve formaci Národno-demokratická strana, která se roku 1995 sloučila do strany Demokratická únia, jež se roku 2000 integrovala do SDKÚ. Zastával funkce ve veřejné a státní sféře. V letech 1990–1995 byl přednostou Okresního úřadu Michalovce. V období let 1995–1996 působil jako vedoucí Poradenského a konzultačního střediska EU Bratislava PhF Košice, detašované pracoviště Michalovce. V letech 1996–1997 byl pracovníkem Komunální pojišťovny Michalovce, pak v letech 1997–1998 vedl košické středisko firmy IMPROMAT slov. s r.o.. V letech 1998–2002 zastával post přednosty Krajského úřadu v Trnavě.
V letech 2002–2006 působil jako státní tajemník na Ministerstvu vnitra SR a v období únor – červenec 2006 byl ministrem vnitra SR v druhé vládě Mikuláše Dzurindy. V parlamentních volbách roku 2006 byl zvolen poslancem Národní rady SR za SDKÚ. Mandát obhájil v parlamentních volbách roku 2010.
Bydlí v Michalovcích, je ženatý a má dvě děti.